# Snowboard nos Jogos Olímpicos de Inverno de 2010 - Halfpipe feminino
A competição do halfpipe feminino do snowboard nos Jogos Olímpicos de Inverno de 2010 ocorreu no dia 18 de fevereiro de 2010 na Montanha Cypress, em West Vancouver.

## Medalhistas
| Ouro   | AUS Torah Bright |
| Prata  | USA Hannah Teter |
| Bronze | USA Kelly Clark  |

## Resultados

### Qualificação
| Pos. | Grupo | Bib | Atleta                | 1ª descida | 2ª descida | Melhor | Notas |
| ---- | ----- | --- | --------------------- | ---------- | ---------- | ------ | ----- |
| 1    | 1     | 1   | AUS Torah Bright      | 41.3       | 45.8       | 45.8   | QF    |
| 2    | 1     | 12  | USA Kelly Clark       | 45.4       | 13.6       | 45.4   | QF    |
| 3    | 1     | 22  | ESP Queralt Castellet | 44.3       | 19.9       | 44.3   | QF    |
| 4    | 1     | 14  | USA Hannah Teter      | 39.7       | 42.7       | 42.7   | QF    |
| 5    | 1     | 6   | USA Gretchen Bleiler  | 36.6       | 40.2       | 40.2   | QF    |
| 6    | 1     | 4   | CHN Sun Zhifeng       | 38.2       | 39.9       | 39.9   | QF    |
| 7    | 1     | 15  | AUS Holly Crawford    | 38.6       | 39.5       | 39.5   | QS    |
| 8    | 1     | 3   | USA Elena Hight       | 35.7       | 37.9       | 37.9   | QS    |
| 9    | 1     | 10  | JPN Soko Yamaoka      | 34.8       | 37.0       | 37.0   | QS    |
| 10   | 1     | 26  | CAN Mercedes Nicoll   | 31.1       | 34.6       | 34.6   | QS    |
| 11   | 1     | 8   | FRA Sophie Rodriguez  | 30.1       | 34.5       | 34.5   | QS    |
| 12   | 1     | 7   | CHN Liu Jiayu         | 26.3       | 33.3       | 33.3   | QS    |
| 13   | 1     | 28  | SUI Ursina Haller     | 28.3       | 31.9       | 31.9   | QS    |
| 14   | 1     | 11  | JPN Shiho Nakashima   | 31.4       | 12.3       | 31.4   | QS    |
| 15   | 1     | 16  | CAN Sarah Conrad      | 14.4       | 31.2       | 31.2   | QS    |
| 16   | 1     | 30  | NZL Kendall Brown     | 11.4       | 29.5       | 29.5   | QS    |
| 17   | 1     | 9   | CZE Šárka Pančochová  | 15.4       | 28.1       | 28.1   | QS    |
| 18   | 1     | 21  | SLO Cilka Sadar       | 18.2       | 26.8       | 26.8   | QS    |
| 19   | 1     | 29  | NOR Lisa Wiik         | 23.0       | 26.5       | 26.5   |       |
| 20   | 1     | 19  | FRA Mirabelle Thovex  | 14.6       | 24.0       | 24.0   |       |
| 21   | 1     | 23  | NZL Rebecca Sinclair  | 14.7       | 23.7       | 23.7   |       |
| 22   | 1     | 5   | NOR Kjersti Buaas     | 20.6       | 21.8       | 21.8   |       |
| 23   | 1     | 13  | CHN Cai Xuetong       | 14.1       | 19.3       | 19.3   |       |
| 24   | 1     | 27  | NZL Juliane Bray      | 17.8       | 15.5       | 17.8   |       |
| 25   | 1     | 25  | SUI Manuela Pesko     | 12.2       | 17.5       | 17.5   |       |
| 26   | 1     | 24  | CAN Palmer Taylor     | 12.9       | 13.7       | 13.7   |       |
| 27   | 1     | 20  | NOR Linn Haug         | 11.5       | 12.8       | 12.8   |       |
| 28   | 1     | 17  | POL Paulina Ligocka   | 10.9       | 11.1       | 11.1   |       |
| 29   | 1     | 2   | JPN Rana Okada        | 7.2        | 2.7        | 7.2    |       |
| 30   | 1     | 18  | GBR Lesley McKenna    | 5.1        | 2.8        | 5.1    |       |

### Semifinal
| Pos. | Bib | Atleta               | 1ª descida | 2ª descida | Melhor | Notas |
| ---- | --- | -------------------- | ---------- | ---------- | ------ | ----- |
| 1    | 15  | AUS Holly Crawford   | 17.3       | 41.7       | 41.7   | QF    |
| 2    | 7   | CHN Liu Jiayu        | 41.1       | 36.2       | 41.1   | QF    |
| 3    | 26  | CAN Mercedes Nicoll  | 40.1       | 28.5       | 40.1   | QF    |
| 4    | 3   | USA Elena Hight      | 37.1       | 10.8       | 37.1   | QF    |
| 5    | 8   | FRA Sophie Rodriguez | 36.9       | 9.5        | 36.9   | QF    |
| 6    | 28  | SUI Ursina Haller    | 35.4       | 31.9       | 35.4   | QF    |
| 7    | 11  | JPN Shiho Nakashima  | 34.9       | 15.2       | 34.9   |       |
| 8    | 9   | CZE Šárka Pančochová | 34.4       | 24.9       | 34.4   |       |
| 9    | 30  | NZL Kendall Brown    | 33.3       | 28.2       | 33.3   |       |
| 10.  | 10  | JPN Soko Yamaoka     | 30.6       | 24.9       | 30.6   |       |
| 11   | 21  | SLO Cilka Sadar      | 30.1       | 21.5       | 30.1   |       |
| 12   | 16  | CAN Sarah Conrad     | 17.8       | 21.4       | 21.4   |       |

### Final
| Pos               | Bib | Atleta                | 1ª descida | 2ª descida | Melhor | Notas     |
| ----------------- | --- | --------------------- | ---------- | ---------- | ------ | --------- |
| Medalha de ouro   | 1   | AUS Torah Bright      | 5.9        | 45.0       | 45.0   |           |
| Medalha de prata  | 14  | USA Hannah Teter      | 42.4       | 39.2       | 42.4   |           |
| Medalha de bronze | 12  | USA Kelly Clark       | 25.6       | 42.2       | 42.2   |           |
| 4                 | 7   | CHN Liu Jiayu         | 39.3       | 34.9       | 39.3   |           |
| 5                 | 8   | FRA Sophie Rodriguez  | 34.4       | 8.3        | 34.4   |           |
| 6                 | 26  | CAN Mercedes Nicoll   | 34.3       | 2.9        | 34.3   |           |
| 7                 | 4   | CHN Sun Zhifeng       | 29.8       | 33.0       | 33.0   |           |
| 8                 | 15  | AUS Holly Crawford    | 23.9       | 30.3       | 30.3   |           |
| 9                 | 28  | SUI Ursina Haller     | 27.9       | 18.1       | 27.9   |           |
| 10                | 3   | USA Elena Hight       | 24.6       | 16.0       | 24.6   |           |
| 11                | 6   | USA Gretchen Bleiler  | 11.0       | 14.7       | 14.7   |           |
| 12 !              | 22  | ESP Queralt Castellet | DNS        | DNS        | DNS    | Lesionada |

Legenda
| Recorde mundial      | Recorde mundial (World record)               |                       | Recorde africano                      | Recorde africano (African) |                                           | Q | Classificado por posição (Qualified) |
| Recorde olímpico     | Recorde olímpico (Olympic record)            | Recorde da América    | Recorde da América (Americas)         | q                          | Classificado por melhor tempo (Qualified) |   |                                      |
| Melhor marca do ano  | Melhor marca do ano (World leading)          | Recorde asiático      | Recorde asiático (Asian)              | DNS                        | Não largou (Did not start)                |   |                                      |
| Recorde nacional     | Recorde nacional (National record)           | Recorde europeu       | Recorde europeu (European)            | DNF                        | Não terminou (Did not finish)             |   |                                      |
| Recorde pessoal      | Recorde pessoal do atleta (Personal best)    | Recorde da Oceania    | Recorde da Oceania (Oceania)          | DSQ / DQ                   | Desclassificado (Disqualified)            |   |                                      |
| Recorde da temporada | Recorde da temporada do atleta (Season best) | Recorde sul-americano | Recorde sul-americano (South America) | NM                         | Sem marca (No mark)                       |   |                                      |